# Moselle (rijeka)
Moselle (luksemburški: Musel, njemački: Mosel) rijeka je koja teče kroz Francusku, Luksemburg i Njemačku. Duga je 544 km. 
Izvire u planinskom masivu Vogezi na sjeveroistoku Francuske i teče s juga prema sjeveru. Djelomično čini luksemburško-njemačku granicu. Ulijeva se u Rajnu kod Koblenza, grada u Njemačkoj. 

## Pritoci
Lijeve
Madon,
Terrouin,
Esch,
Rupt de Mad,
Orne,
Fensch,
Gander,
Syre,
Sauer,
Kyll,
Salm,
Lieser,
Alf,
Endert,
Brohlbach,
Elzbach.
Desne
Moselotte,
Vologne,
Meurthe,
Seille,
Saar,
Olewiger Bach,
Avelsbach,
Ruwer,
Feller Bach,
Dhron,
Ahringsbach,
Kautenbach,
Lützbach,
Flaumbach,
Altlayer Bach,
Baybach,
Ehrbach.

## Vanjske poveznice
|  | Zajednički poslužitelj ima još gradiva o temi Moselle (rijeka) |